# Diecezja Stockton
Diecezja Stockton (łac. Dioecesis Stocktoniensis, ang. Diocese of Stockton) jest diecezją Kościoła rzymskokatolickiego w metropolii San Francisco w Stanach Zjednoczonych w środkowej części stanu Kalifornia. 

## Historia
Diecezja została kanonicznie erygowana 13 stycznia 1962 roku przez papieża Jana XXIII. Wyodrębniono ją z archidiecezji San Francisco (hrabstwo Alpine) i diecezji Sacramento (hrabstwa Del Norte, Humboldt, Calaveras, Tuolumne i Mono). Pierwszym ordynariuszem został dotychczasowy biskup pomocniczy San Francisco Hugh Aloysius Donohoe (1905-1987).

## Ordynariusze
- Hugh Aloysius Donohoe (1962–1969)
- Merlin Joseph Guilfoyle (1969–1979)
- Roger Mahony (1980–1985)
- Donald William Montrose (1985–1999)
- Stephen Blaire (1999–2018)
- Myron Cotta (od 2018)